# (If You Can't Sing It) You'll Have to Swing It (Mr. Paganini)
"(If You Can't Sing It) You'll Have to Swing It (Mr. Paganini)" is een nummer, geschreven door Sam Coslow en Ella Fitzgerald. Het nummer werd voor het eerst opgenomen door Fitzgerald, op 29 oktober 1936. Het nummer werd een vaste prik tijdens haar concerten.
Tijdens de release van We All Love Ella: Celebrating the First Lady of Song, een tribute-album ter viering van Fitzgeralds negentigste verjaardag, zongen Chaka Khan, Natalie Cole en Patti Austin een alternatieve versie van het nummer. Ook Ian Shaw en Claire Martin hebben een alternatieve versie opgenomen.

## Opmerkelijke opnames
- Ella Fitzgerald - Jukebox Ella: The Complete Verve Singles, Vol. 1 (2003), Ella in Hollywood (1961), Ella in Budapest, Hungary (1970)
- Dee Dee Bridgewater - Dear Ella (1997)
- Chaka Khan en Natalie Cole - We All Love Ella: Celebrating the First Lady of Song (2007)
- Nikki Yanofsky - "Nikki" (2010)